# Óscar Sevilla
Pour les articles homonymes, voir Sevilla.
Sevilla  Ribera est un nom espagnol. Le premier nom de famille, en général paternel, est Sevilla ; le second, en général maternel, souvent omis, est Ribera.
Óscar Sevilla Ribera, né le 29 septembre 1976 à Albacete, est un coureur cycliste espagnol puis hispano-colombien, membre de l'équipe continentale Medellín. Professionnel depuis 1998, il a notamment été meilleur jeune du Tour de France 2001 et deuxième du Tour d'Espagne la même année. Après plusieurs problèmes liés au dopage et une suspension en résultant, il réalise une carrière professionnelle exceptionnellement longue principalement en Amérique du Sud et remporte à 47 ans le Tour de Hainan 2023, une course chinoise classée en UCI ProSeries.

## Biographie

### 1999-2000: premiers faits d'armes
Óscar Sevilla passe professionnel en 1998 au sein de l'équipe Kelme-Costa Blanca. L'année suivante, il remporte une étape du Tour de Romandie en terminant 7e du général. Sur le Tour d'Italie, équipier de Roberto Heras, il se montre alors qu'il n'est âgé que de 22 ans : il finit 10e à l'Alpe di Pampeago (étape remportée par Marco Pantani) et 13e du classement général.
En 2000, il obtient un second succès mais termine surtout 16e du Tour d'Italie et 14e du Tour d'Espagne.

### 2001: la révélation d'un grimpeur
Óscar Sevilla fait sensation sur le Tour de France 2001 en terminant 7e du classement général avec le maillot blanc du meilleur jeune à 24 ans. Ses supporters se souviennent notamment de sa performance à l'Alpe d'Huez : 5e de l'étape remportée par Armstrong.
Il confirme encore son potentiel en terminant second du Tour d'Espagne 2001 derrière l'Espagnol Ángel Casero.

### 2002-2006: lente descente
En 2002, il est victime d'une chute sur le Critérium du Dauphiné libéré. Depuis Óscar Sevilla ne retrouve plus la forme qu'il avait en 2001. Second de la Classique des Alpes, il termine quand même 4e du Tour d'Espagne.
L'année 2003 est blanche. Hormis quelques places sur le Tour d'Espagne (qu'il termine à la 12e place), Sevilla n'est pas classé dans les grandes courses et n'est plus à son niveau de 2001.
Il fait son grand retour sur le Critérium du Dauphiné libéré 2004. 3e du contre-la-montre au Mont Ventoux, il se classe 3e du général.
En juin 2005, il guérit d'un pincement du nerf sciatique et renoue avec la forme sur le Tour d'Espagne. 7e du Tour d'Espagne 2005, il termine aussi 18e du Tour de France 2005. Un semblant de mieux, mais très loin de ses jambes d'antan.

### 2006: l'Affaire Puerto
L'année 2006 a été très mauvaise pour Sevilla, même s'il a remporté le classement général du Tour des Asturies. Une nouvelle affaire de dopage commence, l'affaire Puerto.

#### Résumé des faits
Le directeur sportif de la Liberty Seguros, Manolo Saiz est arrêté en compagnie du docteur Eufemiano Fuentes et du médecin José Luis Merino Batres. L'hebdomadaire espagnol "Interviu" déclare que Sevilla se rendait avec son vélo (sans la roue avant) dans le bureau du médecin José Luis Merino (probablement pour faire un test d'effort après une transfusion sanguine). Il n'est pas seul dans cette affaire, ses anciens équipiers Santiago Botero et Ángel Vicioso sont eux aussi nommés. Mais le 30 juin 2006, une liste noire des coureurs impliqués dans l'affaire Puerto est dévoilée. Óscar Sevilla en fait partie. Il est donc écarté du Tour de France 2006 et même licencié par sa propre équipe T-Mobile avec son coéquipier et leader Jan Ullrich. Le 27 novembre 2006, on apprend que trois des poches de sang contenant des traces d'EPO appartiendraient à Sevilla.

### 2007-2009: son retour
Le 4 février 2007, Óscar Sevilla rejoint son compatriote Francisco Mancebo, également cité dans l'affaire Puerto, dans la formation Relax-GAM. Il gagne l'étape de montagne du Tour de Catalogne qu'il finit 5e. Il remporte aussi la Route du Sud (ainsi qu'une étape). Cependant, des doutes subsistent sur son innocence dans l'affaire de dopage.
Il intègre l'équipe Rock Racing en 2008. Il finit 5e du Tour du lac Qinghai.
En 2009, il remporte sa première victoire sur le sol européen depuis 2007, lors du Tour des Asturies. Il récidive en remportant le Tour de Chihuahua en fin de saison. L'année suivante, dans un contexte difficile pour son équipe Rock Racing, en proie à des problèmes financiers, il remporte le Tour du Mexique.

### 2010-2011: contrôle positif et suspension pour dopage
Il a été provisoirement suspendu à la suite d'un contrôle antidopage positif le 15 août 2010 lors du Tour de Colombie, a annoncé l'Union cycliste internationale.
Sevilla, qui doit être auditionné maintenant par la RFEC, a été positif (contrôle urinaire) à l'hydroxyéthyl starch (HES), une substance fluidifiant le sang. Ce substitut de plasma sanguin peut masquer la prise d'EPO en faisant baisser l'hématocrite. Il a été sanctionné par la fédération royale espagnole de cyclisme plus d'un an plus tard. Sa licence lui est retirée à compter du 16 septembre 2011 pour une durée de six mois, la fédération insistant sur le caractère involontaire de la positivité.

### 2012: victoire sur le Clásico RCN
En 2012, il quitte la formation colombienne Gobernación de Antioquia-Indeportes Antioquia. Au mois de mars, il dispute le Tour du Mexique pour la formation Empacadora San Marcos. Lors de la deuxième étape, il fait partie d'une échappée. Il distance, un à un, ses derniers compagnons pour terminer seul. L'écart qu'il réussit à creuser lui permet de gagner l'épreuve.
Début avril, il s'engage pour la formation Formesan-IDRD-Pinturas Bler, équipe professionnelle non-affiliée à l'UCI. Avec celle-ci, il termine deuxième de la Clásica de Anapoima et de la Vuelta al Tolima.
Au mois de mai, le Tribunal arbitral du sport condamne Sevilla à un an de suspension pour son contrôle antidopage, subi lors du Tour de Colombie 2010. Le TAS reconnait le caractère involontaire de la positivité et déboute l'Union cycliste internationale qui voulait le sanctionner pour quatre ans. L'UCI avait fait appel de la sanction de six mois, jugée trop clémente, que la fédération espagnole de cyclisme lui avait infligée. En outre, le TAS considère que Sevilla a déjà effectué huit mois de sa sanction et l'autorise à recourir le 10 septembre suivant. Cependant ses résultats sont annulés, il perd notamment le bénéfice de sa victoire au Tour du Mexique 2012.
Il reprend la compétition le mercredi 12 septembre, lors de la première étape de la Vuelta a Boyacá. Il remercie les dirigeants de sa formation de l'avoir soutenu pendant cette période difficile. Durant sa suspension, il n'a cessé de s'entraîner et bien qu'il craigne manquer de rythme, il espère le retrouver rapidement pour s'aligner au départ du Clásico RCN 2012 avec l'intention de le gagner. Le Clásico RCN lui tient particulièrement à cœur car c'est en remportant l'édition 2008 de cette épreuve qu'il fut considéré en Colombie.
Il redevient, de suite, compétitif puisqu'il domine sa course de rentrée, la Vuelta a Boyacá. Il remporte la deuxième étape, disputée en contre-la-montre individuel, reléguant le deuxième à plus de deux minutes. Seuls quatre coureurs réussissent à terminer à moins de quatre minutes du temps réalisé par Óscar Sevilla. Grâce à ses coéquipiers, il peut contrôler ses adversaires les jours suivants et s'adjuge même l'ultime étape. Après le sommet d'un col de première catégorie, très sélectif, il finit échappé seulement accompagné par Alex Cano (son futur dauphin), qu'il bat au sprint. Cette victoire le place en position de favori du prochain Clásico RCN.
Il domine le Clásico RCN, seul Alex Cano est en mesure de rivaliser avec lui. C'est sa seconde victoire dans cette épreuve. Au mois d'octobre, alors que la presse spécialisée s’attend à le voir continuer avec la formation Formesan, il s'engage pour la saison 2013 avec l'équipe EPM-UNE et son directeur sportif, Raúl Mesa. En novembre, il impose sa loi à ses futurs coéquipiers dans la 32e édition de la Vuelta a Chiriquí. Il remporte ainsi sa quatrième compétition de l'année sur les sept qu'il a pu disputer du fait de sa suspension (les trois autres, il les termine sur le podium).

### depuis 2013: le spécialiste des courses par étapes sud-américaines
Il commence sa saison 2013 à la fin février, lors de la Clásica José María Córdova de Rionegro. Il domine totalement l'épreuve, en gagnant le prologue et deux étapes, en plus du classement général final. Deux semaines plus tard, lors d'une sortie d'entraînement, Sevilla heurte un véhicule en stationnement. La fracture de l'omoplate qu'il se fait l'oblige à rester au repos quatre semaines.
Vingt-cinq jours, à peine, après son accident, il renoue avec la compétition et le succès. Lors de la Clásica de Anapoima, dans la deuxième étape, la plus accidentée de l'épreuve, il dépossède son coéquipier Weimar Roldán du maillot de leader, en règlant au sprint ses compagnons d'échappée, près de six minutes devant le peloton. Le lendemain, il conclut la course victorieusement, en s'adjugeant l'étape (un contre-la-montre), le général et les classements de la régularité et de la montagne. Dans l'épreuve suivante du calendrier national colombien, la Clásica de Fusagasugá, Sevilla remporte son troisième contre-la-montre de l'année. En protégeant la fuite de son coéquipier Ramiro Rincón, dans l'étape suivante, il lui permet de remporter l'épreuve, Sevilla se contentant de la deuxième place finale.
Privé de compétition la semaine précédente, pendant le déroulement des Championnats de Colombie, il reprend sa domination sur le circuit national colombien dès l'épreuve suivante. En effet, il prend la tête du classement général de la Vuelta al Tolima, dès le prologue, pour ne plus la quitter. Il remporte, également, l'étape-reine de la course.
Deux semaines plus tard, il exerce, pour la quatrième fois, son emprise sur le peloton colombien en remportant deux étapes et le classement général final de la Vuelta a Antioquia. Il assortit cette troisième victoire dans cette course de deux classements annexes. Vainqueur de la première étape, il accompagne ses principaux rivaux le lendemain, qu'il écarte définitivement, en remportant le contre-la-montre du troisième jour.
En début d'année 2018, il se classe deuxième du classement général du Tour de San Juan, derrière le local Gonzalo Najar, vainqueur à la surprise générale. Ce dernier est contrôlé positif à l'EPO et est déclassé au profit de Sevilla. En mars, il se fait agresser à l'entrainement à Bogotá par cinq hommes masqués qui lui volent son vélo. Il se fracture le poignet gauche lors de l'attaque.
En octobre 2023, il remporte à 47 ans le classement général du Tour de Hainan, course chinoise de cinq étapes faisant partie du calendrier UCI ProSeries 2023, le deuxième niveau du cyclisme international.

## Palmarès

### Résultats sur les grands tours

#### Tour de France
4 participations
- 2001 : 7e,  vainqueur du classement du meilleur jeune
- 2002 : abandon (16e étape)
- 2004 : 24e
- 2005 : 18e

#### Tour d'Italie
3 participations
- 1998 : abandon
- 1999 : 13e
- 2000 : 16e

#### Tour d'Espagne
6 participations
- 2000 : 14e
- 2001 : 2e,  maillot or pendant 12 jours
- 2002 : 4e,  maillot or pendant 9 jours
- 2003 : 12e
- 2004 : 22e
- 2005 : 7e

## Classements mondiaux
| Année                                 | 2000 | 2001 | 2002 | 2003 | 2004 | 2005 | 2006 | 2007 | 2008 | 2009 | 2010 | 2011 | 2012 | 2013 | 2014 | 2015  | 2016  | 2017 | 2018  | 2019 | 2020 | 2021 | 2022  | 2023 | 2024 |
| ------------------------------------- | ---- | ---- | ---- | ---- | ---- | ---- | ---- | ---- | ---- | ---- | ---- | ---- | ---- | ---- | ---- | ----- | ----- | ---- | ----- | ---- | ---- | ---- | ----- | ---- | ---- |
| Classement UCI                        | 39e  | 8e   | 23e  | nc   | nc   |      |      |      |      |      |      |      |      |      |      |       |       |      |       |      |      |      |       |      |      |
| UCI ProTour                           |      |      |      |      |      | 70e  | nc   | nc   | nc   |      |      |      |      |      |      |       |       |      |       |      |      |      |       |      |      |
| Classement mondial                    |      |      |      |      |      |      |      |      |      |      |      |      |      |      |      |       | 1017e | 153e | 786e  | 181e | 222e | 510e | 2217e | 216e | 758e |
| UCI Europe Tour                       |      |      |      |      |      |      |      | 22e  | nc   | 163e | nc   | nc   | nc   | nc   | nc   | 1222e | nc    | 116e | 1823e | 148e | 185e | 413e | 1395e | nc   | nc   |
| UCI Asia Tour                         |      |      |      |      |      |      |      | nc   | 54e  | nc   | nc   | nc   | nc   | nc   | nc   | nc    | nc    | nc   | nc    |      |      |      |       |      |      |
| UCI America Tour                      |      |      |      |      |      |      |      | nc   | 9e   | 144e | 2e   | nc   | nc   | 9e   | 2e   | 5e    | 100e  | 17e  | 36e   |      |      |      |       |      |      |
|                                       |      |      |      |      |      |      |      |      |      |      |      |      |      |      |      |       |       |      |       |      |      |      |       |      |      |
| Légende : nc = non classéSource : UCI |      |      |      |      |      |      |      |      |      |      |      |      |      |      |      |       |       |      |       |      |      |      |       |      |      |